# Orkanen Matthew
Orkanen Matthew är en tropisk cyklon som bildades hösten 2016 över västra Atlanten och angränsande bihav. Vid Små Antillerna nådde orkanen kategori 5. Matthew är den första atlantiska orkanen efter Felix (atlantiska orkansäsongen 2007) i denna kategori men den förlorade lite av sin hastighet på vägen till Hispaniola. Orkanen passerade Haiti och Kuba med vindhastigheter av cirka 230 km/h (64 m/s) och fortsatte mot Bahamas och Nordamerika.
Den 28 september 2016 bedömdes att ett lågtryckområde nära Barbados hade potential att utveckla sig till en tropisk cyklon. Följande dag listades orkanen i kategori 1 och redan 24 timmar senare i kategori 5 när den hade sitt centrum vid 13,3° nordlig bredd. Ingen annan atlantisk orkan nådde samma kategori vid en sydligare punkt, näst sydligast var Orkanen Ivan från 2004.
Fram till den 10 oktober hade över tusen dödsfall förorsakade av orkanen rapporterats från Haiti.. Orkanen hade också ödelagd stora ytor av odlingsmark. Varmt havsvatten och hög luftfuktighet har bidragit till att Matthew nästan behållit sin styrka över en längre sträcka.
På USA:s östkust rapporterades sent svensk tid den 10 oktober att 23 människor omkommit, och att 1 miljon människor saknade hushållsel. Orkanen avtog över Florida när den sedan drog ut till havs.